# Francis Crick

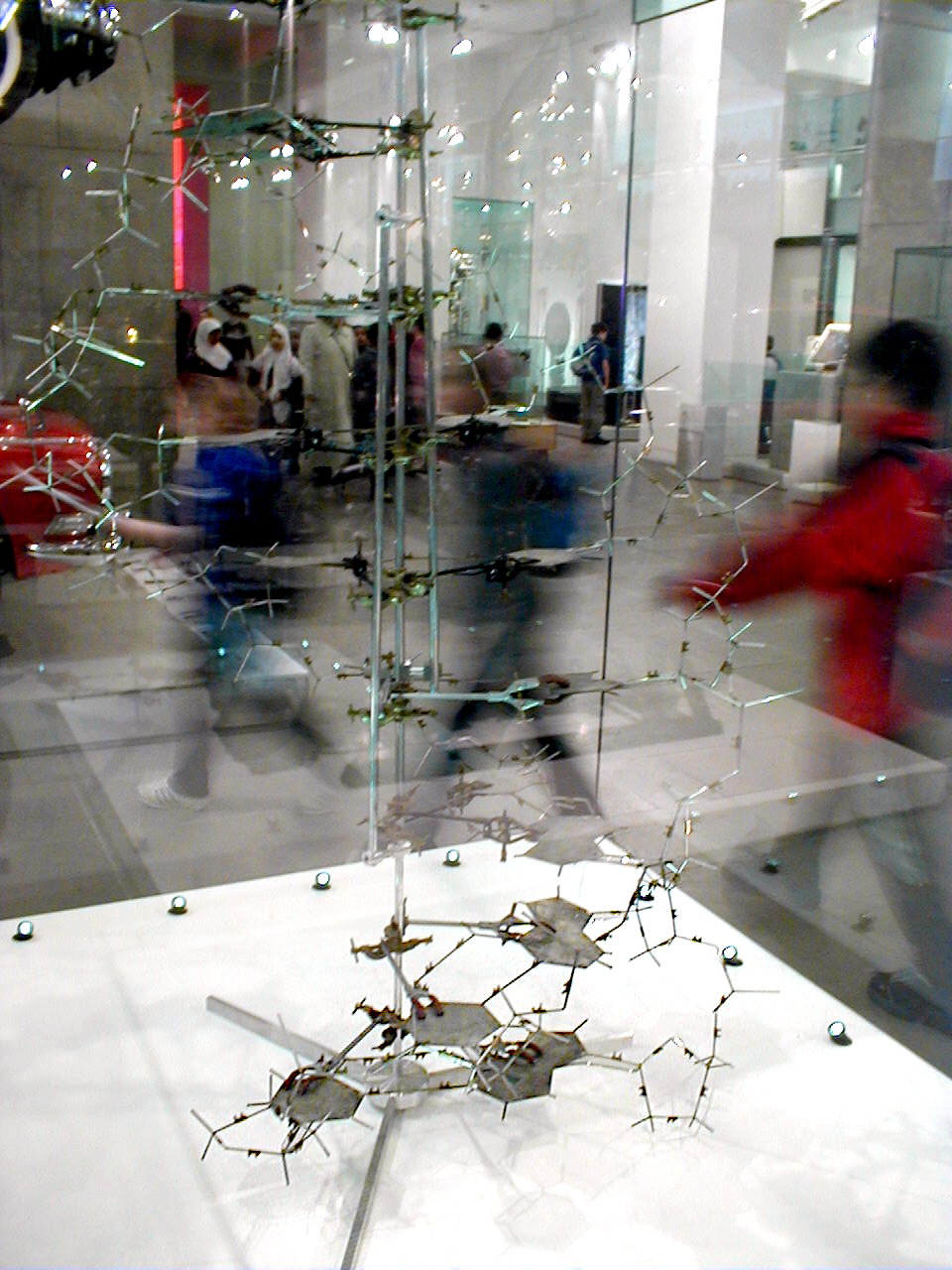
Den molekylmodell av DNA som Crick och Watson byggde

Francis Harry Compton Crick OM, född 8 juni 1916 i Weston Favell, då en liten by utanför Northampton, Northamptonshire, död 28 juli 2004 i La Jolla nära San Diego, Kalifornien, var en brittisk medicinforskare. Tillsammans med James D. Watson och Maurice Wilkins upptäckte Crick strukturen hos DNA-molekylen, för vilket de tre delade Nobelpriset i fysiologi och medicin 1962.
(Bokstäverna "OM" efter namnet anger att han har fått den brittiska utmärkelsen Förtjänstorden. Denna är den högsta utmärkelsen en civil britt kan få näst efter Order of the Bath och ger innehavaren rätt att just sätta OM efter sitt namn.)

## Karriär
Crick studerade fysik vid University College, London och tog Bachelor of Science (fil. kand.) 1937. Han började därefter arbeta på ett fysiklaboratorium och studerade vattens viskositet vid höga temperaturer, "det tråkigaste ämne som över huvud taget är tänkbart" enligt hans egen utsaga. En bombolycka under andra världskriget förstörde emellertid hans utrustning och hans arbetsresultat.
Efter andra världskriget började han istället studera biologi.
År 1951 började han forska vid universitetet i Cambridge där även James Watson arbetade. Med hjälp av bl.a. Rosalind Franklins resultat från röntgendiffraktionsexperiment föreslog de en spiralstruktur för DNA som de publicerade 1953. Tillsammans med Maurice Wilkins belönades de 1962 med Nobelpriset i medicin för sina upptäckter. 1960 tilldelades de Albert Lasker Basic Medical Research Award.
Crick har också gett andra betydande bidrag till utvecklingen av molekylärbiologin. Han deltog bl.a. i utforskningen av den genetiska koden och mekanismerna bakom cellernas proteinsyntes. 
Han övergav därefter molekylärbiologin för studier inom neurologi och problemet med att förklara medvetande som ett resultat av neurologiska processer i hjärnan. I sin bok The Astonishing Hypothesis: The Scientific Search For The Soul utgiven 1995, utvecklar han sina tankar om detta.
Crick avled i cancer i San Diego den 28 juli 2004.

## Eftermäle
Asteroiden 12845 Crick är uppkallad efter honom.